# Фіннінген (Рейнланд-Пфальц)
Фіннінген (нім. Vinningen) — громада в Німеччині, розташована в землі Рейнланд-Пфальц. Входить до складу району Південно-Західний Пфальц. Складова частина об'єднання громад Пірмазенс-Ланд.
Площа — 12,65 км2. Населення становить 1671 ос. (станом на 31 грудня 2020).

## Галерея

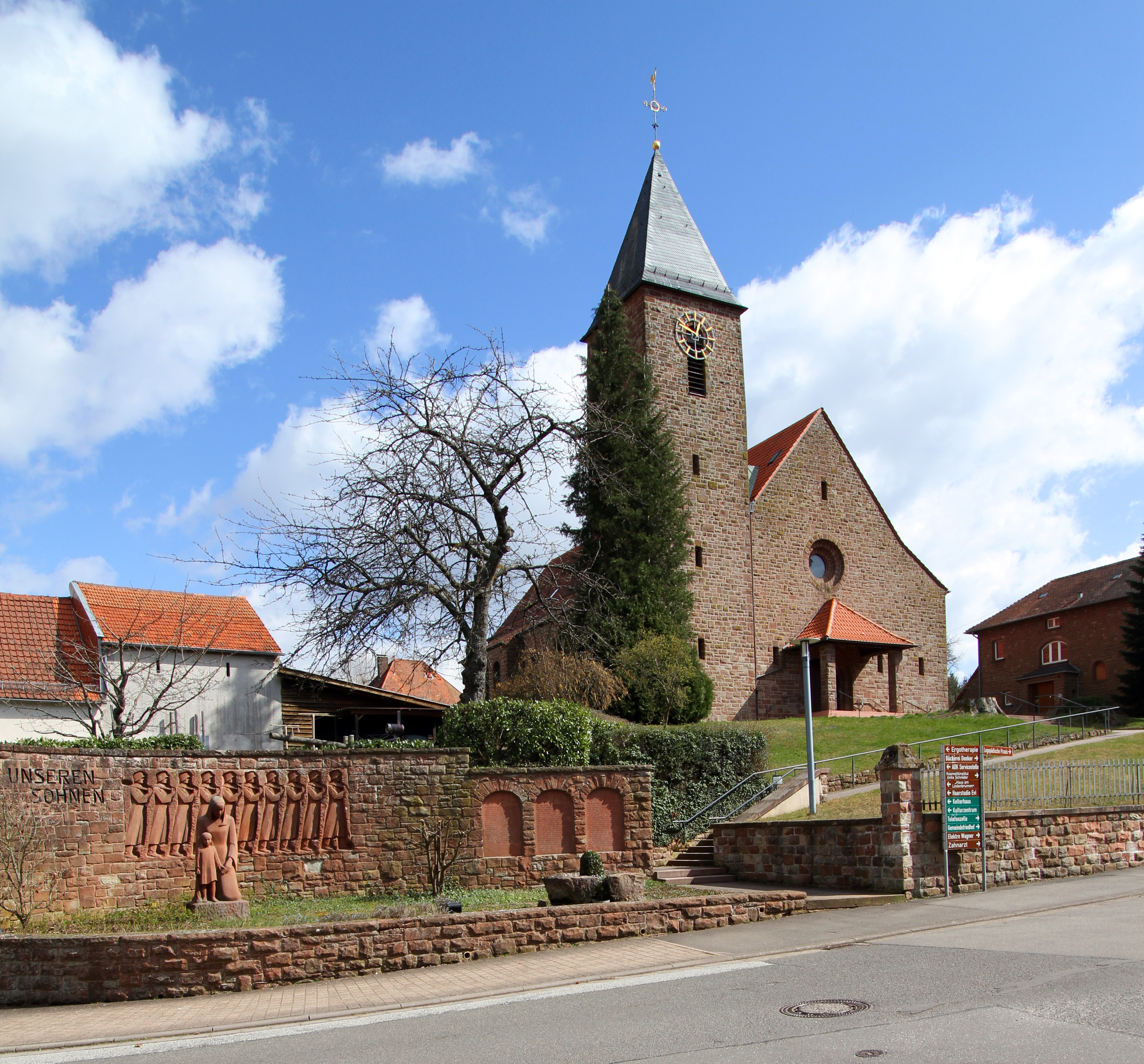
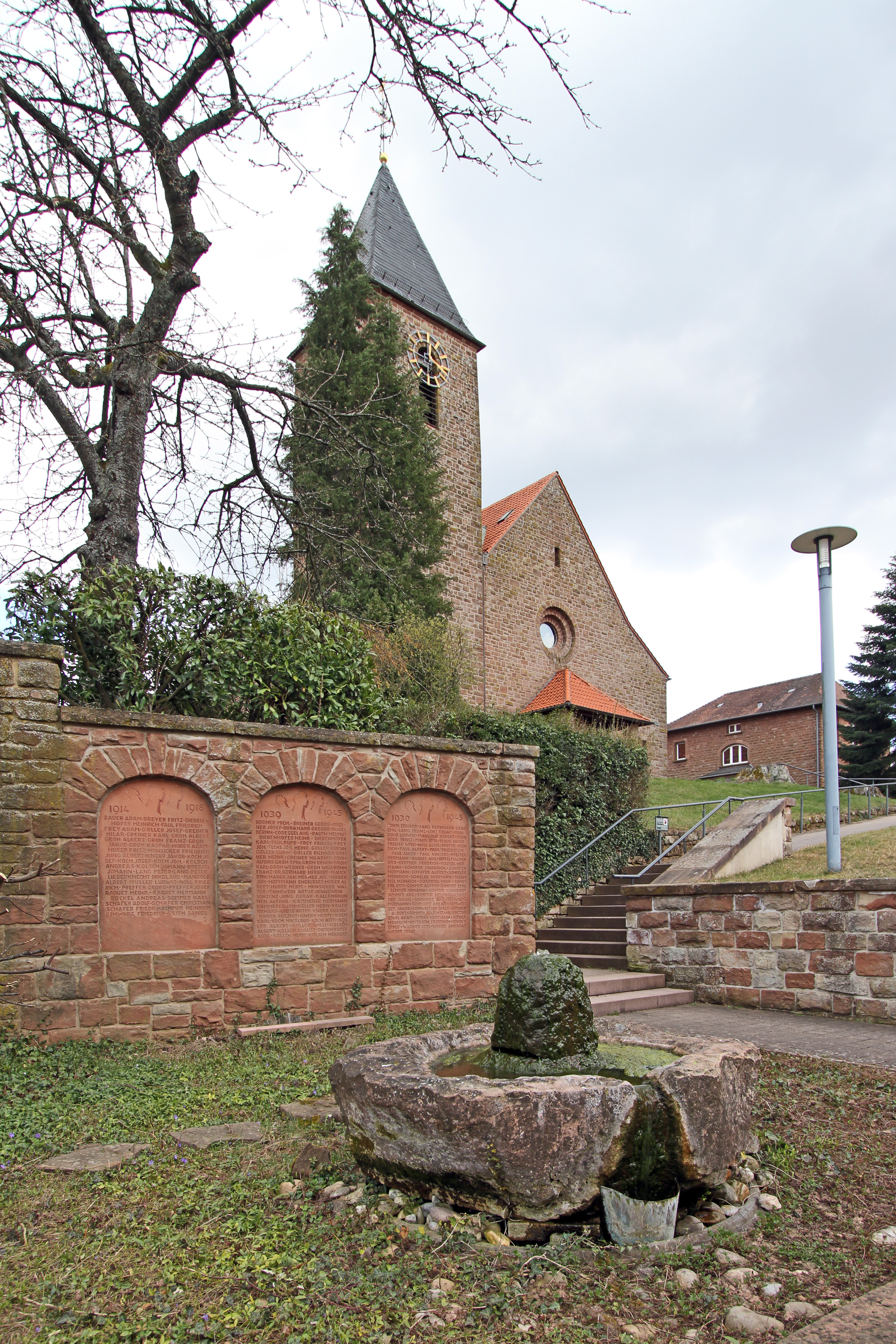
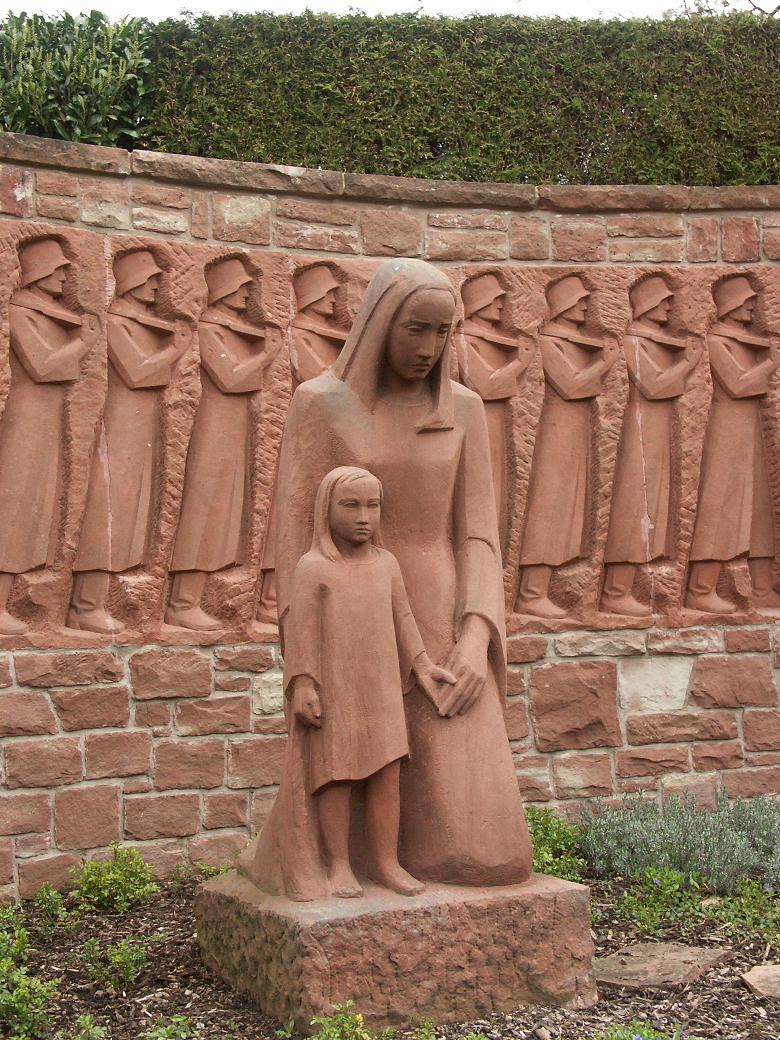
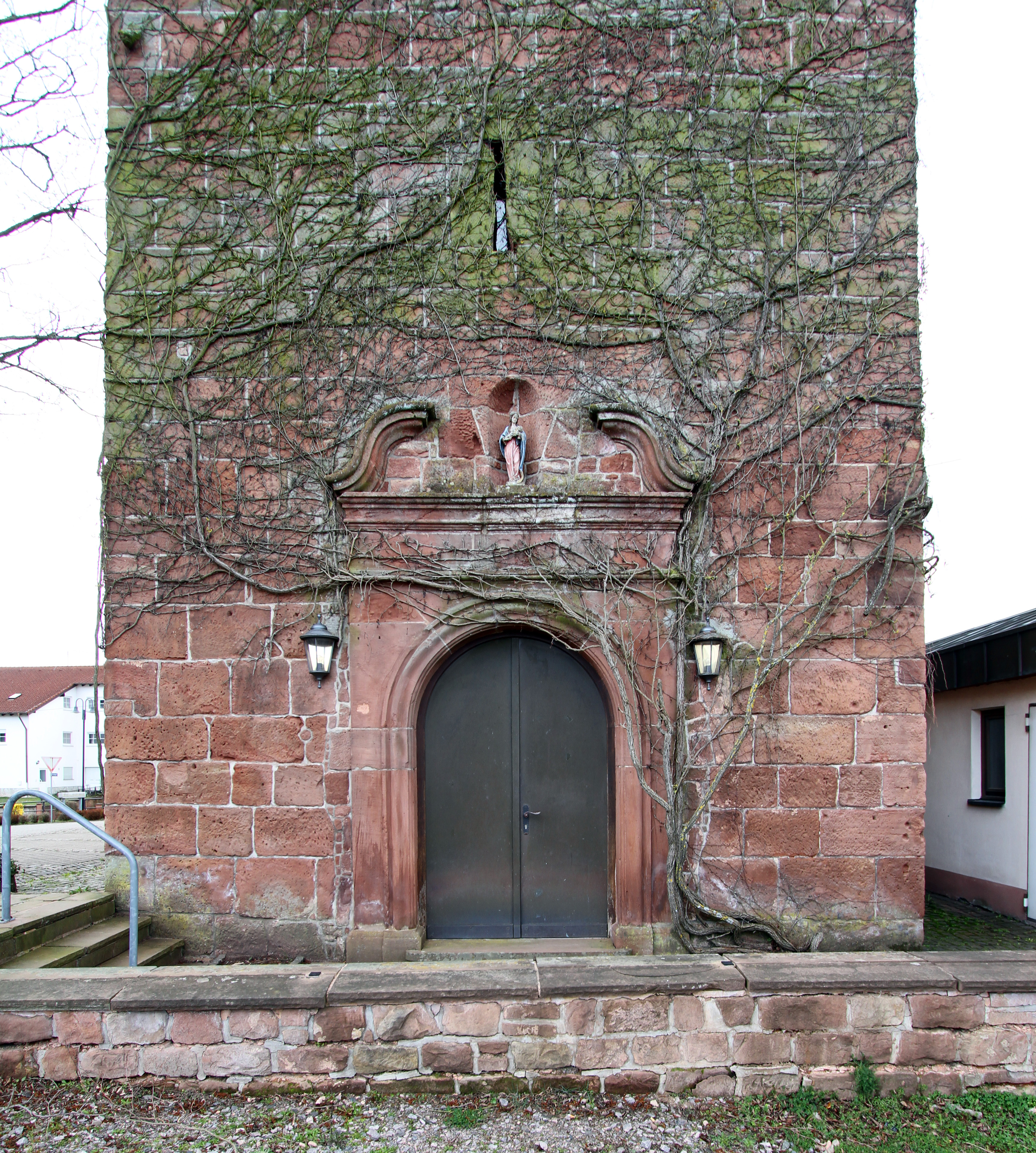
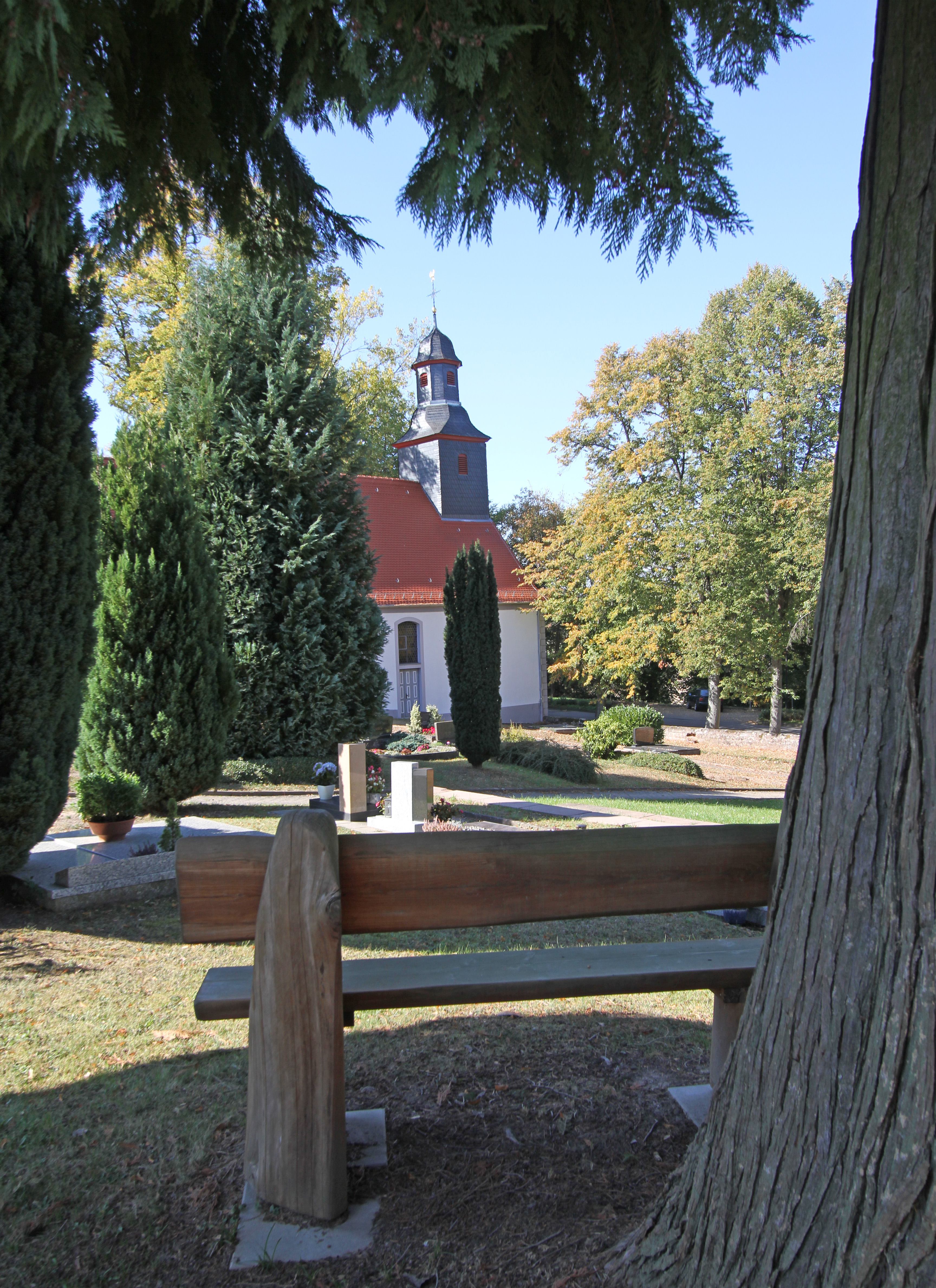